# George Pullman
George Mortimer Pullman (Brocton, 3 marzo 1831 – Chicago, 19 ottobre 1897) è stato un inventore e imprenditore statunitense.

## Biografia
Pullman lasciò la scuola quattordicenne e diventò una delle figure più controverse e influenti della Chicago del XIX secolo.
Arrivò a Chicago nel 1855 e constatò che le strade della città erano frequentemente coperte di fango e pozzanghere, a volte molto profonde. Suggerì che le case fossero rialzate e che nuove fondamenta fossero costruite sotto di esse, secondo una tecnica già sviluppata da suo padre e usata per spostare le case durante i lavori di allargamento del Canale Erie. Nel 1857, con due soci, Pullman dimostrò il funzionamento della sua tecnica sollevando e consolidando un intero isolato di magazzini e uffici.
Tra il 1859 e il 1863 operò come mercante d'oro a Golden, dove si arricchì e incontrò uno dei suoi futuri soci di affari, Hanniball Kimball.
Pullman investì i suoi soldi per sviluppare una nuova carrozza ferroviaria dall'elevato comfort rispetto agli standard dell'epoca, definita la Pullman sleeper (cuccetta Pullman). Il primo esemplare fu concluso nel 1864. Sebbene costasse più di 5 volte una normale carrozza dell'epoca, Pullman riuscì ad ottenere l'attenzione degli investitori con l'espediente di trasportare il corpo del presidente Abraham Lincoln da Washington a Springfield. 
Nel 1865 volle espandere i suoi affari nella ricostruzione del Sud disastrato dalla guerra, e vi mandò Kimball come suo agente. 
Pullman costruì una nuova fabbrica sulle sponde del lago Calumet, a diverse miglia da Chicago. Per permettere ai suoi impiegati di lavorarvi, costruì una intera cittadina dotata di negozi, teatri, parchi, alberghi e biblioteche. La città prese il nome di Pullman.
Quando gli affari rallentarono nel 1894, Pullman tagliò numerosi posti di lavoro, ridusse le paghe e le ore lavorative. Non abbassò però gli affitti, il costo dei beni e dei servizi, portando i suoi dipendenti a un duro sciopero che si concluse solo con l'intervento delle truppe federali mandate dal presidente Grover Cleveland.
L'odio per Pullman rimase diffuso tra la gente e, quando morì nel 1897, fu seppellito senza cerimonie al Graceland Cemetery di Chicago, di notte, in una bara di piombo posta in una struttura di cemento rinforzata con barre d'acciaio. Diverse tonnellate di cemento furono versate sulla bara per impedire che il corpo venisse riesumato e potesse subire le ingiurie degli attivisti più estremi.
La figlia di Pullman, Florence, sposò il governatore dell'Illinois Frank O. Lowden.

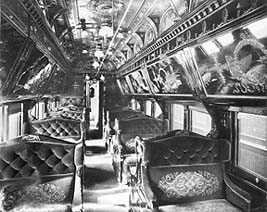
Gli interni di una carrozza Pullman in un'altra immagine d'epoca.

La commedia Pullman Car Hiawatha di Thornton Wilder (1931) racconta la storia di alcuni attori che interpretano una commedia all'interno di una carrozza Pullman.

### Chicago

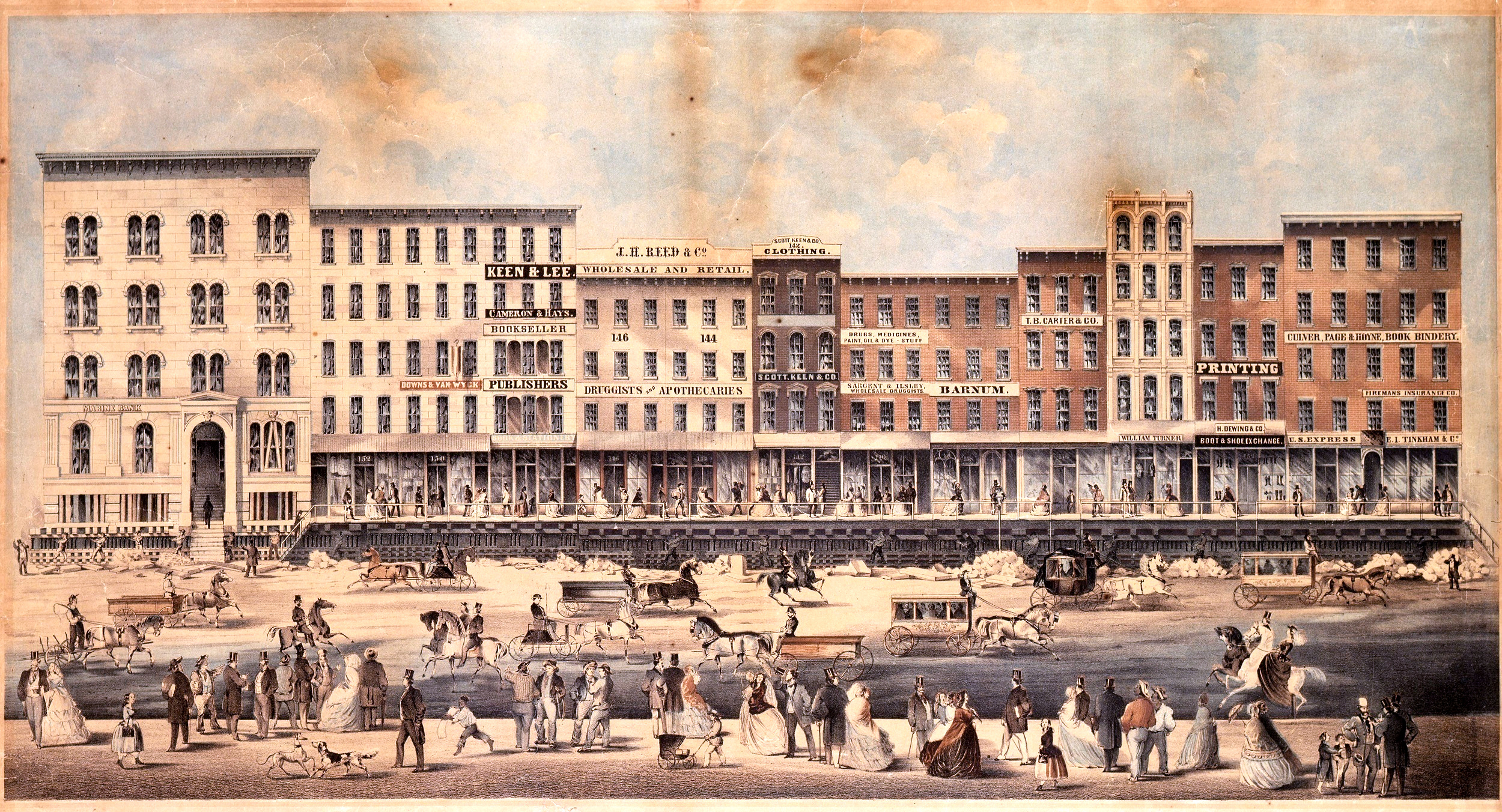
Litografia di Mendel di un gruppo di edifici costruiti da un consorzio comprendente Pullman

### Carrozza letto Pullman

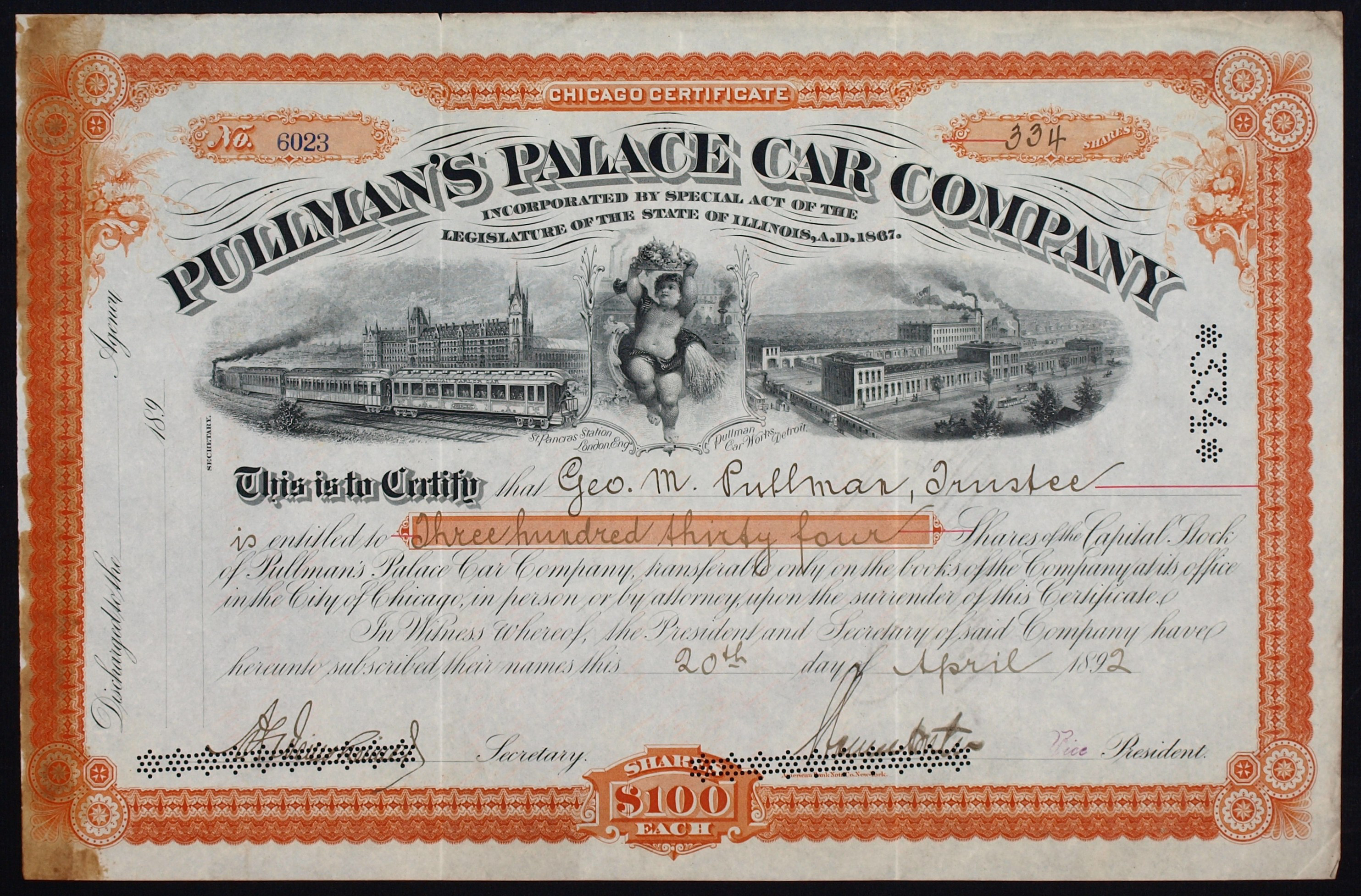
Azione della Pullman's Palace Car Company, emessa il 20 aprile 1892, intestata a George M. Pullman